# Michael Carter
Mick Carter es un personaje ficticio de la serie de televisión EastEnders, interpretado por el actor Danny Dyer desde el 25 de diciembre del 2013 hasta ahora.

## Biografía
Mick llega se muda a Walford a finales de diciembre del 2013 con su esposa Linda Carter, sus hijos Johnny Carter y Nancy y su perrita Lady Di.
Cuando Mick va al pub "The Queen Vic" para hacerse cargo luego de que Phil Mitchell se lo vendiera lo ve intentando echar a los clientes pero cuando su exnovia Shirley Carter se niega a irse Phil la intenta obligar pero cuando Mick lo ve lo detiene y le dice que no va a echar a nadie y menos a Shirley ya que es su hermana, lo que deja sorprendido a Phil. Pronto Mick se hace buen amigo de Alfie Moon el ex-propietario del pub a quien le pide ayuda sobre cómo manejarlo y revela que su hijo mayor Lee estaba en el ejército.
Cuando Shirley y Tina van a visitar a su hermano Linda no está muy contenta de verlos y revela que 15 años atrás Shirley había quemado el pub que ellos manejaban, las cosas empeoran cuando Tina termina robándoles dinero pero al día siguiente lo devuelve cuando le dice a Shirley que quería a su hermano de vuelta en sus vidas y Shirley acepta, pero cuando Tina va a devolvérselos Mick le dice que se lo quede.
Mick aunque no está conforme decide asistir a la boda de su hija Nancy con Wayne Ladlow, un joven que no aceptaban para apoyarla, pero en la ceremonia Mick no aguanta más y termina llevándosela antes de que pudiera casarse, de regreso Nancy molesta comienza a pelear con sus padres y termina diciéndoles que Johnny es gay, Johnny lo niega y Nancy poco después de decirlo se da cuenta de su error y les dice a sus padres que les había mentido, cuando están a solas Mick le pregunta a Johnny si lo que había dicho Nancy era verdad y que si era así él lo apoyaría y Johnny finalmente le dice a su padre que sí era gay y Mick le dice que está orgulloso de él, Linda escucha la conversación y no está de acuerdo por lo que Mick intenta hacer que Linda acepte la sexualidad de su hijo.
Poco después Mick se enfurece con Phil cuando descubre que el pub tenía un gran problema de humedad, algo que Phil no les había dicho antes de vendérselos.
En mayo del 2014 se revela que Mick en realidad era el hijo de Sihrley y no su hermano.